# Марково (Донецкая область)
Ма́рково (укр. Маркове) — село в Константиновской городской общине Краматорского района Донецкой области Украины.

## Общие сведения
Население по переписи 2001 года составляло 413 человек. Почтовый индекс — 85132. Телефонный код — 6272.

## Расположение
Расположено на реке Беленькая.